# Amber English
Amber English (ur. 25 października 1989 w Colorado Springs) – amerykańska strzelczyni sportowa specjalizująca się w skeecie, mistrzyni olimpijska i dwukrotna medalistka mistrzostw świata.

## Życiorys
Amerykanka zaczęła uprawiać sport w 2007 roku. Jest praworęczna, mierzy z broni prawym okiem.

## Przebieg kariery
W 2018 wystartowała na mistrzostwach świata, które zostały rozegrane w Changwon. Na nich wywalczyła złoty medal w konkurencji skeetu drużynowego, a także brązowy medal w konkurencji skeetu indywidualnego.
W 2021 brała udział w letnich igrzyskach olimpijskich, które rozegrano w Tokio. Na nich zdołała wywalczyć złoto olimpijskie w konkurencji skeetu. Złoty medal otrzymała dzięki wynikowi 56 punktów, jednocześnie ten wynik stał się nowym rekordem olimpijskim.